# Костадин Хасърджиев
Костадин Хасърджиев е български революционер, деец на Вътрешната македоно-одринска революционна организация.

## Биография
Костадин Хасърджиев е роден през 1861 година в ортакьойското село Долно Суванли, тогава в Османската империя, днес Долно Луково, Ивайловградско. През 1896 година се присъединява към ВМОРО, а от 1900 година е ръководител на Ортакьойския окръжен революционен комитет. В края на 1904 година минава в нелегалност и става четник при Тане Николов, а между 1905 и 1908 година е самостоятелен войвода на чета в Беломорска Тракия. През Балканската война участва в освобождението на Ортакьойско.